# Слупя
Слу́пя (пол. Słupia) — річка на північному заході Польщі, що впадає в Балтійське море, 138 кілометрів завдовжки, а площа басейну — 1623 км².

## Історія
До 1945 року офіційна назва річки була Стольпе (нім. Stolpe).
У 1948 році річка отримала назву Слупя (пол. Słupia).

## Міста на річці
- Слупськ
- Устка